# Radio y Televisión de Andalucía
Radio y Televisión de Andalucía (Radio et Télévision d'Andalousie, RTVA) est un groupe public de communication propre à la communauté autonome d'Andalousie en Espagne, membre de la Fédération des organismes de radio et de télévision des autonomies (FORTA).
Le groupe est la propriété de la Junte d'Andalousie qui définit par la loi ses orientations et valide son budget.

## Historique
Cet organisme est créé en 1988 avec la mise en service de Canal Sur Radio, cependant que Canal Sur Televisión commence ses émissions le 28 février 1989, jour de l'Andalousie. En 1997, le groupe lance une chaîne diffusée via satellite, Canal Sur Andalucía. Un deuxième canal hertzien, Canal 2 Andalucía, est inauguré en 1998 et un troixième canal en 2010, Andalucía Televisión .
Outre Canal Sur Radio, RTVA gère d'autres stations de radio publiques telles que Radio Andalucía Información, qui diffuse des informations en continu, et Canal Fiesta Radio, destinée à un public jeune. RTVA dispose par ailleurs d'un système de télétexte diffusé sur ses trois canaux de télévision à partir du 28 février 1997.
En 1998, RTVA crée la Fondation audiovisuelle d'Andalousie dans le but de promouvoir l'industrie audiovisuelle de la communauté.

## Fonctionnement
Le groupe a son siège à Séville, et emploie environ 1 500 salariés répartis entre le siège et les différentes antennes de RTVA dans chacune des capitales de province de la communauté, ainsi qu'à Madrid, Bruxelles et Rabat.
Il dispose d'un budget de 230 000 000 d'euros. L'objectif que lui assigne la loi est de contribuer à l'information des Andalous et à leur participation dans les domaines politique, culturel et social. Au-delà de la formation des citoyens de la communauté, il s'agit pour la Junte de promouvoir la culture régionale, et partant de participer à l'élaboration d'une conscience collective du peuple andalou.

## Chaînes et stations de RTVA
- Télévision :
  - Canal Sur Televisión (1989)
  - Canal Sur 2 (1998)
  - Canal Sur Andalucía  (1996)
  - Andalucía Televisión (2010)

- Radio :
  - Canal Sur Radio (octobre 1988)
  - Radio Andalucía Información (septembre 1998)
  - Canal Fiesta Radio (janvier 2001)

### Sources
- (es) Cet article est partiellement ou en totalité issu de l’article de Wikipédia en espagnol intitulé « Radio y Televisión de Andalucía » (voir la liste des auteurs).